# آئورت

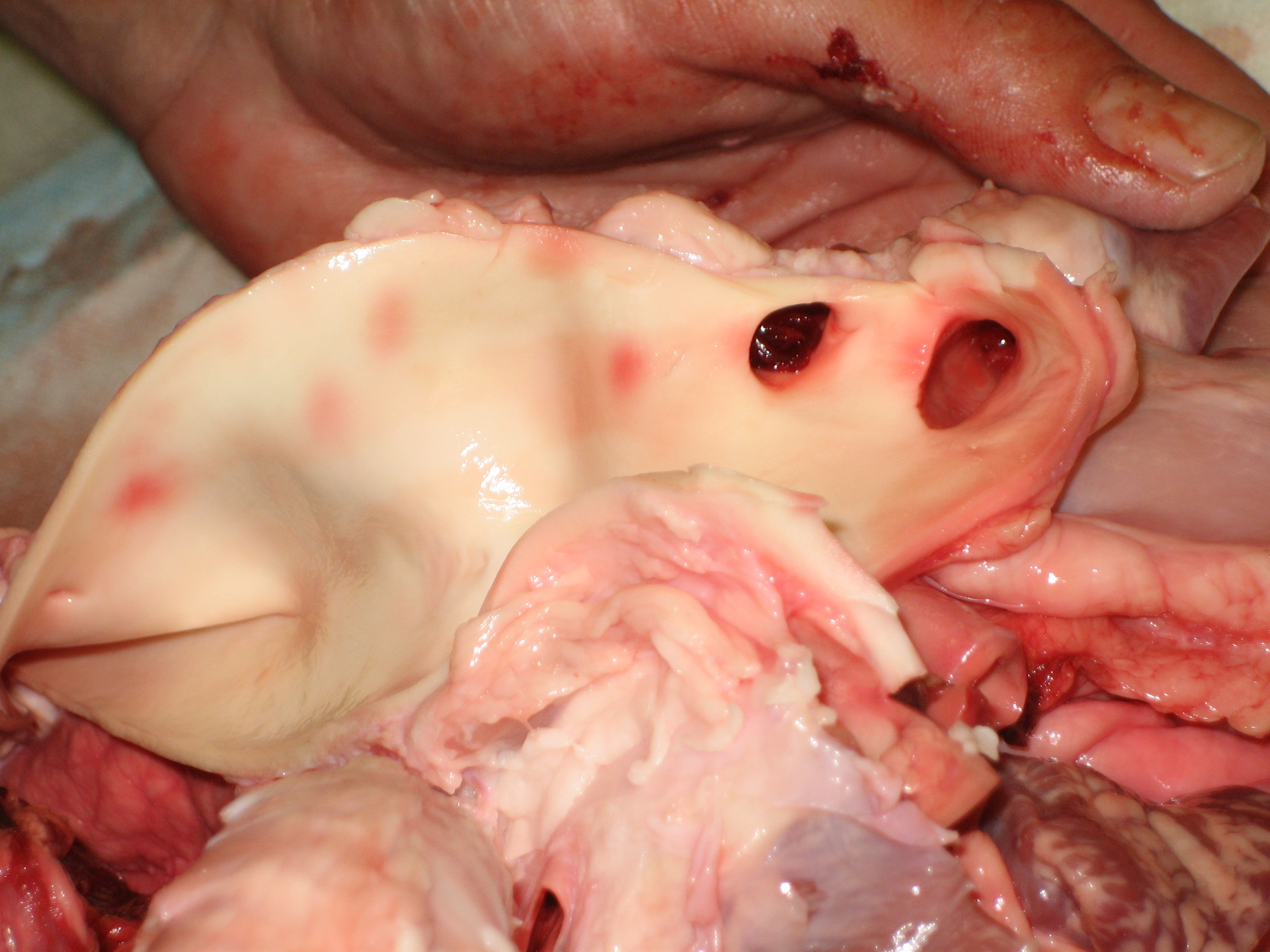
آئورت خوک بازشده برای نشان دادن برخی از شریانهای منشعب شده.

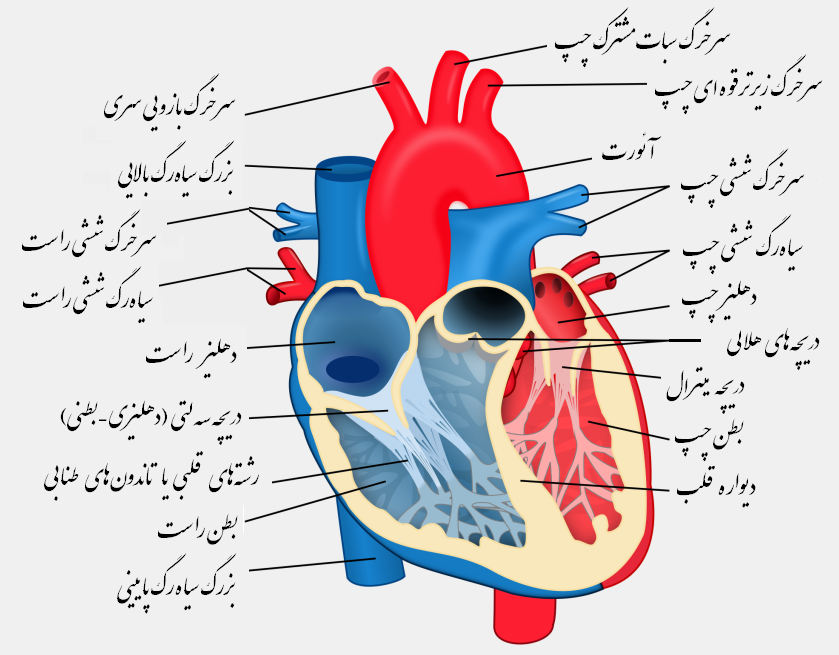
رونگاره و شمای قلب

آئورت (به انگلیسی: Aorta) یا بزرگ‌سرخرگ، سرخرگ بزرگی است که به بطن چپ قلب متصل است و خون تصفیه‌شده را به تمام بدن می‌رساند.
مهم‌ترین شاهرگ بدن آئورت است که خون را از بطن چپ قلب دریافت و به اعضای بدن می‌رساند. آئورت سه لایهٔ داخلی، میانی و خارجی دارد که از کلاژن، الاستین و عضلات صاف ساخته شده‌اند. (این لایه‌ها در واقع سه بافت اصلی پیوندی، ماهیچه‌ای، و پوششی هستند)
در ابتدای محل خروج آئورت از بطن چپ، دریچهٔ سینی شکلی (دریچهٔ آئورت) قرار دارد که یک طرفه است و در هنگام انقباض بطن چپ باز و بعد از وارد شدن خون به آئورت بسته می‌شود و اجازهٔ بازگشت خون از آئورت به بطن چپ را نمی‌دهد.
دریچهٔ سینی فاقد بافت ماهیچه‌ای است و جهت جریان خون آن را باز و بسته می‌کند. (مشابه همین دریچه در ابتدای سرخرگ ششی و بطن راست وجود دارد).

## واژه‌شناسی
نام فارسی این رگ، بزرگ‌سرخرگ، است و در قدیم در فارسی به آن اَبهَر، رگ جان، رگ هفت‌اندام و ام‌الشرائین هم می‌گفتند و در تعریف آن نوشته می‌شد: رگ پشت به دل پیوسته.
خاقانی می‌گوید:
دلدل مشتری پیش جفته زد اندر آسمان
آه ز دل کشان زحل گفت قطعت ابهری.
واژه اروپایی آئورت در کتاب‌های قدیم پزشکی ایران از یونانی گرفته شده و به صورت اوُرتا به کار رفته است و در کتاب‌های عربی آن را اورطه می‌نوشتند. در فارسی شکل‌های آورطی و آورتی دیده شده است.
اصل یونانی این واژه به صورت Αορτή (آئورته) و در اصل به معنی بند و نواری است که چیزی از آن می‌آویزند. ارسطو این واژه را برای اشاره به بزرگ‌سرخرگ استفاده کرد. آئورته به صورت آئورتا به لاتین و از آن زبان به دیگر زبان‌های اروپایی راه یافت.

## مسیر آئورت
سرخرگ آئورت پس از خروج از بطن چپ به سه قسمت آئورت صعودی، قوس آئورت، آئورت نزولی تقسیم می‌شود.
سرخرگ‌های تاجی (شریان‌های کرونری) از ابتدای آئورت (بزرگ‌سرخرگ بالارو) منشأ گرفته و بنابراین اولین شریان‌هایی هستند که خون حاوی اکسیژن زیاد را دریافت می‌دارند. دو سرخرگ تاجی (چپ وراست) نسبتاً کوچک بوده و هر کدام کمتر از ۳ یا ۴ میلیمتر قطر دارند. وظیفهٔ رگ‌های کرونری، تغذیه و خون‌رسانی به قلب می‌باشد.
از قوس آئورت ابتدا سرخرگ بازویی‌سری (براکیوسفالیک) راست جدا می‌شود که این سرخرگ خود به دو شاخه سرخرگ زیرترقوه‌ای (ساب‌کلاوین) راست و کاروتید مشترک راست تقسیم می‌شود. دومین سرخرگ اصلی که از آئورت جدا می‌شود سرخرگ کاروتید مشترک چپ و سومین سرخرگ، سرخرگ زیرترقوه‌ای چپ است.
ادامه آئورت پایین‌رو را در قفسه سینه بخش نزولی آئورت سینه‌ای (توراسیک) و در محوطه شکم آئورت شکمی می‌نامند. شریانهای بین دنده‌ای راست و چپ، برونشی و مری از آئورت سینه‌ای و شریانهای سلیاک، شریان مزانتریک فوقانی ،سرخرگهای کلیوی، شریان مزانتریک تحتانی از آئورت شکمی جدا می‌شوند.
آئورت در انتهای مسیر خود به دو سرخرگ تهیگاهی مشترک (ایلیاک) راست و چپ منشعب شده و به اندام تحتانی خونرسانی می‌کند.

## ساختار

### بخش‌ها
بر اساس منابع تشریحی، آئورت به‌طور معمول به بخش‌هایی تقسیم می‌شود. یکی از راه‌های طبقه‌بندی این بخش‌ها بر اساس محفظه آناتومیک است که آئورت را به آئورت سینه‌ای (یا بخش سینه‌ای آئورت) و آئورت شکمی (یا بخش شکمی آئورت) جدا می‌کند. آئورت سینه ای از قلب تا دیافراگم امتداد دارد، در حالی که آئورت شکمی از دیافراگم تا دوشاخه آئورت امتداد دارد.
سیستم دیگری آئورت را بر اساس مسیر و جهت جریان خون طبقه‌بندی می‌کند. این سیستم با آئورت صعودی شروع می‌شود، که قبل از ایجاد یک چرخش موی سر که به عنوان قوس آئورت شناخته می‌شود، از قلب حرکت می‌کند. سپس آئورت به نزول خود به عنوان آئورت نزولی ادامه می‌دهد، با دو قسمت مجزا: آئورت سینه ای که در حفره سینه ای قرار دارد و آئورت شکمی که پس از عبور از دیافراگم می‌گذرد. در نهایت، آئورت با تقسیم به دو رگ خونی اصلی، شریان‌های ایلیاک مشترک، و یک رگ خط میانی کوچکتر، شریان ساکرال میانی، به پایان می‌رسد.

### آئورت صعودی
آئورت صعودی از باز شدن دریچه آئورت در بطن چپ قلب منشأ می‌گیرد و از یک غلاف پریکارد مشترک با تنه ریوی عبور می‌کند. دو رگ خونی به دور یکدیگر می‌پیچند و باعث می‌شوند آئورت از عقب تنه ریوی شروع شود اما با پیچش به سمت راست و قدامی آن به پایان برسد. در ریشه آئورت صعودی، پاکت‌های کوچکی به نام سینوس‌های آئورت بین کاسپ‌های دریچه آئورت و دیواره آئورت وجود دارد که باعث ایجاد شریان‌های کرونری چپ و راست می‌شود. سینوس آئورت چپ منشأ شریان کرونری چپ را تشکیل می‌دهد، در حالی که سینوس آئورت راست باعث ایجاد شریان کرونر راست می‌شود. سینوس آئورت خلفی باعث ایجاد شریان کرونر نمی‌شود و آن را به یک سینوس غیر کرونر تبدیل می‌کند.

### قوس آئورت
قوس از دریچه آئورت سرچشمه می‌گیرد و از روی شریان ریوی چپ پایین می‌آید و تنه ریوی دو شاخه می‌شود. به لیگامنتوم شریانی، باقیمانده گردش خون جنینی متصل می‌شود که مدت کوتاهی پس از تولد از بین می‌رود. علاوه بر این عروق خونی، قوس آئورت از برونش اصلی چپ عبور می‌کند و شبکه ای از رشته‌های عصبی خودمختار، شبکه قلبی یا شبکه آئورت، بین قوس آئورت و تنه ریوی قرار دارد. عصب واگ چپ، که در جلوی قوس آئورت قرار دارد، شاخه‌ای به نام عصب حنجره‌ای عودکننده ایجاد می‌کند که زیر قوس آئورت حلقه می‌زند. قوس آئورت دارای سه شاخه اصلی است: تنه براکیوسفالیک، شریان کاروتید مشترک چپ و شریان ساب کلاوین چپ. این شاخه‌ها سر، گردن، بازو و دیواره سینه را به ترتیب در سمت راست و چپ تأمین می‌کنند. قوس آئورت به پایان می‌رسد و آئورت نزولی در سطح دیسک بین مهره ای بین مهره‌های چهارم و پنجم قفسه سینه شروع می‌شود.

### آئورت توراسیک
آئورت قفسه سینه چندین شاخه ایجاد می‌کند که اندام‌ها و ساختارهای مختلف را در ناحیه قفسه سینه تأمین می‌کنند. این شاخه‌ها شامل شریان‌های بین دنده ای و زیر دنده ای و همچنین شریان‌های برونش چپ فوقانی و تحتانی هستند که ریه‌ها را تأمین می‌کنند. علاوه بر این، آئورت سینه ای شاخه‌های متغیری را برای مری، مدیاستن و پریکارد فراهم می‌کند. پایین‌ترین جفت شاخه‌هایی که از آئورت سینه‌ای منشأ می‌گیرند، شریان‌های فرنیک فوقانی هستند که دیافراگم را تأمین می‌کنند و شریان‌های زیر دنده‌ای که دنده دوازدهم را تأمین می‌کنند.

### آئورت شکمی
آئورت شکمی از ناحیه آئورت دیافراگم که در سطح مهره دوازدهم قفسه سینه قرار دارد منشأ می‌گیرد و باعث ایجاد شریان‌های مختلف از جمله شریان‌های کمری، عضلانی، کلیوی و فوق کلیوی میانی و همچنین شریان‌های احشایی مانند سلیاک می‌شود. تنه، شریان مزانتریک فوقانی و شریان مزانتریک تحتانی. سپس آئورت شکمی به شریان‌های ایلیاک مشترک چپ و راست منشعب می‌شود و یک شاخه کوچکتر، شریان ساکرال میانی، از نقطه انشعاب منشأ می‌گیرد.

### توسعه
آئورت صعودی از مجرای خروجی ایجاد می‌شود که به عنوان یک لوله منفرد شروع می‌شود که قلب را با قوس‌های آئورت در ابتدای رشد وصل می‌کند. سپس قوس‌های آئورت به آئورت و تنه ریوی جدا می‌شوند. شریان‌های بزرگ، از جمله قوس‌های آئورت، در طول تکامل دچار بازسازی قابل‌توجهی می‌شوند، به طوری که جفت سوم شریان‌ها در کاروتیدهای مشترک نقش دارند و جفت‌های چهارم راست و چپ، پایه و قسمت میانی شریان ساب ترقوه راست و بخش مرکزی را تشکیل می‌دهند. قوس آئورت، به ترتیب. عضله صاف در شریان‌های بزرگ، از جمله سپتوم آئورتیو ریوی، از تاج عصبی قلبی مشتق شده است، که در مقایسه با اکثر ماهیچه‌های صاف که از مزودرم مشتق شده‌اند، سهم منحصر به فردی دارد. شکست سپتوم آئورتیکوپمونری در تقسیم عروق بزرگ منجر به تنه شریانی پایدار می‌شود.

### میکروآناتومی
آئورت یک شریان الاستیک است که از مخلوطی ناهمگن از سلول‌ها و پروتئین‌ها شامل سلول‌های ماهیچه صاف، سلول‌های عصبی، سلول‌های اندوتلیال و اجزای ماتریکس خارج سلولی تشکیل شده است. قوس آئورت حاوی بارورسپتورها و گیرنده‌های شیمیایی است که فشار خون، pH و سطح دی‌اکسید کربن را کنترل می‌کنند و این اطلاعات را به مغز منتقل می‌کنند. لاملا الاستیک، متشکل از ماهیچه صاف و ماتریکس الاستیک، واحد ساختاری اساسی آئورت است و ویژگی‌های الاستیک آئورت را فراهم می‌کند. جزء ماهیچه صاف آئورت منقبض نیست و قطر آئورت را تغییر نمی‌دهد، اما در عوض سفتی و ویسکوالاستیسیته دیواره آئورت را هنگام فعال شدن افزایش می‌دهد.

### تغییرات
آئورت به‌طور معمول به سمت چپ ستون فقرات می‌رود، اما ممکن است در افراد مبتلا به دکستروکاردیا یا موقعیت معکوس به سمت راست منتقل شود. علاوه بر این، ممکن است تغییراتی در انشعاب شریان‌های منفرد رخ دهد، مانند شریان مهره‌ای چپ که از آئورت به جای شریان کاروتید مشترک چپ ایجاد می‌شود. مجرای شریانی باز یک اختلال مادرزادی است که در آن مجرای شریانی جنین بسته نمی‌شود و در نتیجه یک رگ باز است که شریان ریوی را به آئورت نزولی پروگزیمال متصل می‌کند.

## کارکرد
آئورت منبع اصلی تأمین خون برای کل بدن است، به استثنای ناحیه تنفسی ریه. آئورت به چندین بخش منشعب می‌شود که هر یک قسمت‌های خاصی از بدن را با خون تأمین می‌کند. شاخه‌های آئورت بالارونده قلب را تأمین می‌کنند، در حالی که شاخه‌های قوس آئورت سر، گردن و بازوها را تأمین می‌کنند. شاخه‌های آئورت نزولی قفسه سینه، به استثنای قلب و ناحیه تنفسی ریه، قفسه سینه را تأمین می‌کنند و شاخه‌های آئورت شکمی، شکم را تأمین می‌کنند. در نهایت، شریان‌های ایلیاک مشترک، لگن و پاها را با خون تأمین می‌کنند.

### جریان و سرعت خون
در طی سیستول، انقباض قلب یک موج نبض ایجاد می‌کند که در آئورت منتشر می‌شود و در مکان‌های عدم تطابق امپدانس، مانند دوشاخه‌ها، منعکس می‌شود. این امواج منعکس شده یک بریدگی دیکروتیک در منحنی فشار آئورت ایجاد کرده و بر فشار خون تأثیر می‌گذارد. با افزایش سن، آئورت سفت می‌شود و باعث می‌شود که موج نبض سریعتر منتشر شود و امواج منعکس شده سریعتر به قلب بازگردند و فشار خون افزایش یابد. سفتی آئورت با بیماری‌ها و آسیب‌شناسی‌های مختلفی همراه است و اندازه‌گیری سرعت موج پالس (به صورت تهاجمی و غیر تهاجمی) می‌تواند نشان دهنده فشار خون بالا باشد. حداکثر سرعت آئورت که اغلب به عنوان Vmax یا AoVmax ذکر می‌شود، ابزار دیگری برای ارزیابی سفتی شریان است.
فشار متوسط شریانی (MAP) در آئورت بالاتر است و با جریان خون در سیستم گردش خون، از آئورت به شریان‌ها، شریان‌ها، مویرگ‌ها و سیاهرگ‌ها کاهش می‌یابد. تفاوت فشار بین آئورت و دهلیز راست باعث جریان خون در گردش خون می‌شود. در طول انقباض بطن، آئورت منبسط می‌شود و انرژی بالقوه ای را فراهم می‌کند که به حفظ فشار خون در طول دیاستول کمک می‌کند. پس زدن الاستیک شریان‌های بزرگ الاستیک، از جمله آئورت، به حفظ انرژی از قلب پمپاژ شده و صاف کردن ماهیت ضربان دار جریان خون کمک می‌کند. فشار آئورت در آئورت بالاترین میزان است و با تقسیم رگ‌های خونی به عروق کوچک‌تر، ضربان‌دار کمتر می‌شود و در نتیجه جریان خون آرام و روان برای تبادل گاز و مواد مغذی جریان دارد.

## بیماریهای آئورت
آئورت می‌تواند توسط فرایندهای مختلفی آسیب ببیند که معروفترین آنها آنوریسم، آترواسکلروز، آئورتیت، تروما و دایسکشن و ترومبوز است.